# Дзурдзуки

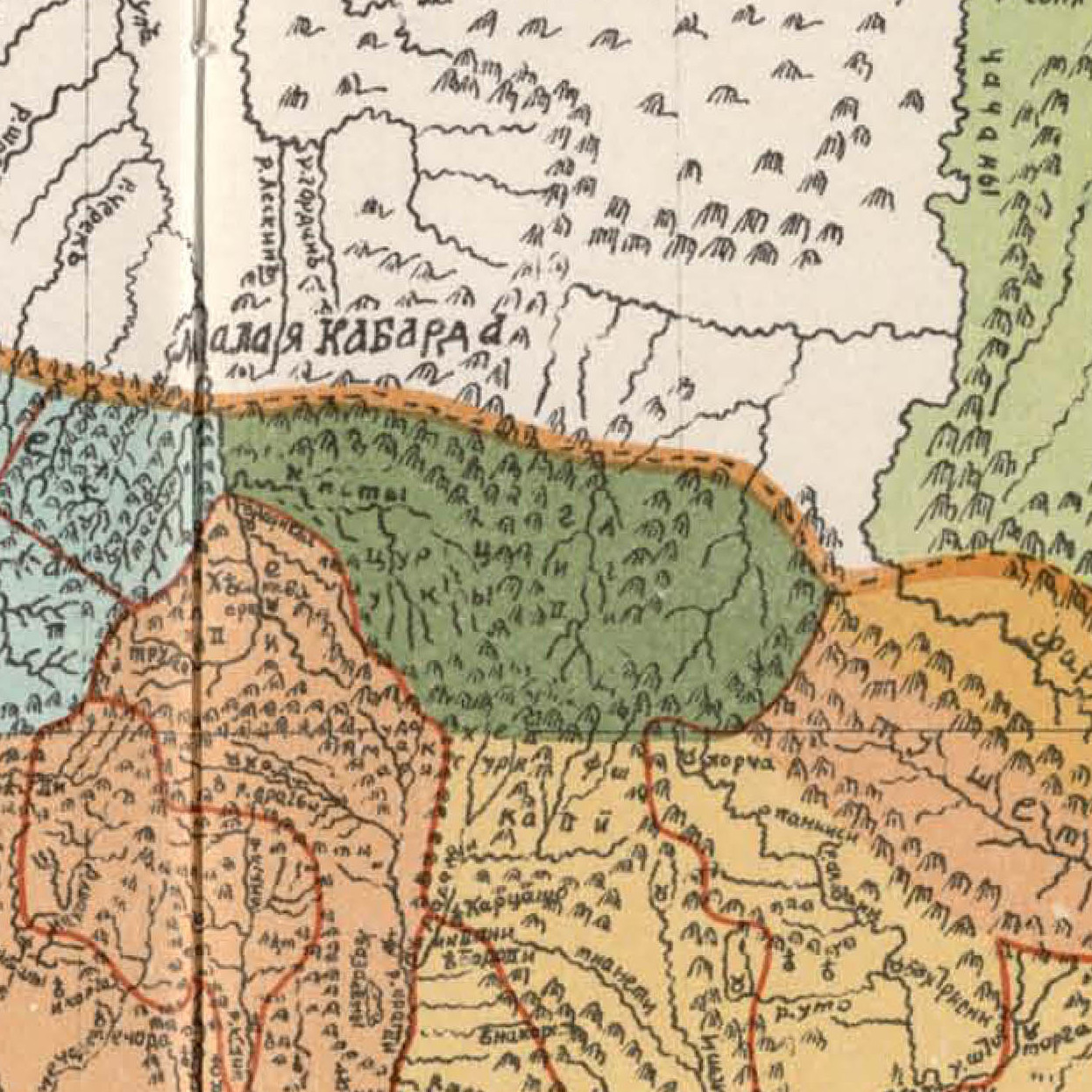
Дзурдзуки на карте Вахушти Багратиони. 1745 год.

Дзурдзу́ки, или дурдзу́ки (груз. დურძუკები) — средневековый этноним, употреблявшийся преимущественно в грузинских и арабских источниках в IX—XVIII вв. Одни исследователи локализуют дзурдзуков в горной Ингушетии и отождествляют с ингушами. Другие утверждают, что под именем «дурдзуков» или «дзурдзуков» известно население Чечни, и отождествляют их с чеченцами, а население Ингушетии называют «глигви» или «гилигии». Третие же исследователи отождествляют их в общем с предками чеченцев и ингушей. Грузинский историк В. Н. Гамрекели утверждает, что «Дурдзук» определённо и, при всех его упоминаниях, единообразно локализуется между Дидоэт-Дагестаном на востоке и ущельем реки Терека на западе. Под Дзурдзукетией понималась не только современная Чечня, но и вся северо-восточная часть Северного Кавказа. Советский этнограф А. Н. Генко считает, что для древнейшей эпохи «Дурдзук» символизирует собой весь Северный Кавказ.

## Этимология
В грузинской традиции этноним «дзурдзуки» нередко связывается с мифологическим персонажем Дзурдзуком (или Дзурдзукосом), потомком Кавкаса, фигурирующим в легендарных преданиях. Вместе с тем существует несколько научных гипотез о происхождении данного термина.
М. М. Базоркин проводил аналогию между Дзурдзуком и Джерахматом — легендарным предводителем Джейраховского общества, упомянутого в ингушских сказаниях. Он связывал корни данных эпонимов («дзур» и «джер»), объясняя их значение от грузинского «джари», что значит «войско».
С. Джамирзаев, посвятивший реконструкции этого этнонима специальную статью, пишет: «Дзурдзуки в грузинских источниках упоминаются как воины, поэтому первая часть этого слова сопоставляется с чечен. сур „войско“, а вторая — с дукъ „хребет“, то есть „войско хребта“». В другой своей работе он связывает этноним «дзурдзуки» с наименованием чеченского тайпа дзандакъой / сандакъой.
А. Куркиев связывал термин «дзурдзуки» или «дурзуки» с термином дардза къонгаш «сыновья вьюги» в нартских сказаниях ингушей («Мать вьюги» и «Семь сыновей вьюги»).
А. Ф. Гольдштейн упоминает прибытие грузинских миссионеров в XII веке на территорию горной Ингушетии. Позже в грузинских хрониках появляются упоминания о дзурдзуках и глигвах (чеченцах и ингушах).
Е. И. Крупнов в своих трудах также упоминает дзурдзуков и глигвов, ссылаясь на грузинские хроники, известные на Кавказе с XI по XVIII век. В известном своде грузинских летописей «Картлис цховреба» указывается, что предком «дзурдзуков» был Кавкасос.
А. Ж. Сен-Мартен, французский востоковед: «Дзурдзук, самый известный из сыновей Кавказоса, удалился в долину в горах, которая по его имени была названа Дзурдзукети (ныне Мисджеги)».

## История

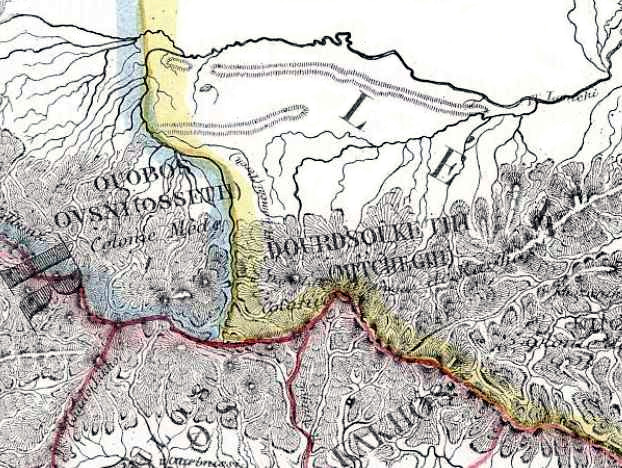
Дзурдзукетия (Мичеги). Атлас Кавказа. Дюбуа де Монперё Ф., 1843

Впервые этноним «дзурдзуки» (или «дурдзуки») в исторических документах упоминается в первой половине IX века в сочинении арабского географа Ибн аль-Факиха. Вместе с тем, по мнению некоторых авторов этноним упомянут и в Армянской географии начала VII века. В XI веке дзурдзуки упоминаются другим арабским автором Аль-Балазури. В том же веке дзурдзуки фиксируются в трудах грузинских историков Леонти Мровели и Джуаншера, а позднее в хронике начала XIII века. В частности, Мровели приводит описание совместного похода дурдзуков и дидойцев, а Джуаншер, как и ранее арабские авторы, сообщает о постройке в кавказских горных проходах оборонительных сооружений и одного из них в Парчуане Дурзукетском. Последний А. Н. Генко локализует в Ассинском ущелье горной Ингушетии. В названной грузинской хронике XIII века в числе других упоминается и Дзурдзукети. В целом, в грузинской историографии данный термин продолжает использоваться вплоть до XVIII века включительно. Н. Г. Волкова основываясь на данных грузинских источников делает вывод, что в ранний период этноним «дзурдзуки» охватывал всех вайнахов, то есть ингушей и чеченцев в целом. Далее она уточняет, что к позднему Средневековью этническое содержание имени «дзурдзуки» изменилось и обозначало только ингушей. В частности, Вахушти Багратиони в своём труде «Описания Грузинского царства» упоминает области «Дзурдзукетия», «Кистетия» и «Глигветия», связывая их с территорией современной Ингушетии
«Второй эристави был квелерский, которому была отведена область выше Уджарма между двух гор, находящихся в Кахети и Кухети, и до Кавказского хребта и по ту сторону его. Это есть эрцо-тианеты, пховцы, дзурдзуки (чеченцы. С. М.) и глигвы (ингуши и кистины. С. М.)»— Вахушти Багратиони, Сакартвелос цховреба, 1913, с. 151.
Таким образом С. И. Макалатия в работе «Хевсурети: Историко-этнографический очерк дореволюционного быта хевсуров», трактуя труд Вахушти Багратиони, указывает на отождествление глигвов с ингушами, а дзурдзуков — с чеченцами.
Исторические документы с IX—XI веков чеченцев всё чаще называют дурдзуками. По данным Леонтия Мровели (начало XI века), в XI—III веках до нашей эры Дурдзукия представляла собой единую территорию с этнически однородным населением. Средневековые грузинские и арабские авторы описывают Дзурдзукию как единую страну. Анонимный автор XII века, говоря о северокавказских народах, упоминает и о царях Дурдзукии. Советский историк и грузинский историк Г. А. Меликишвили рассматривает термин «Zurzukka», встречающийся в районе озера Урмия, как один из аргументов для обоснования проживания в этих краях во II—I тысячелетии до н. э. нахских элементов, что не исключало возможности их распространения также в более северных и восточных районах Кавказа.